# Jules De Glimes
Pour les articles homonymes, voir Deglimes.
 (décembre 2012).
Si vous disposez d'ouvrages ou d'articles de référence ou si vous connaissez des sites web de qualité traitant du thème abordé ici, merci de compléter l'article en donnant les références utiles à sa vérifiabilité et en les liant à la section « Notes et références ».
Jules De Glimes est un compositeur, chanteur et professeur de chant belge né à Bruxelles le 24 janvier 1814, où il est décédé le 4 octobre 1881.
À l'âge de six ans, il commença à suivre les cours de l'École royale de musique de Bruxelles, où il  apprit le solfège, puis les éléments du piano.
Il a eu l'honneur de donner des leçons de chant au prince Albert de Saxe-Cohourg.
En 1842, il est allé à Londres comme professeur de chant, et il enseigna le chant dans des familles de la gentry.
Il fut professeur au Conservatoire royal de Bruxelles.

## Œuvres
Nombreuses mélodies vocales à succès. La plupart ont été publiées à Paris et à Bruxelles.
- L'Oiseau bleu, chœur à 2 voix égales et piano.
- Le Papillon
- La Neige
- À une Femme
- Une nuit d'été
- Laisse-toi donc aimer
- Rose et Papillon
- La Tombe et la Rose
- Le Prisonnier et l'Hirondelle
- Ô ma charmante
- L'Extase
- Dieu qui sourit
- Étoile de l'amour
- Tu vas partir
- Belle épousée, à deux voix
- Le Pays inconnu